# 张元贞 (1946年)
张元贞（1946年—），曾名李祖培、李元贞，中华民国杂技演员，京剧名旦李世芳的三女儿。1947年李世芳逝世后被托付于祖父母，1948年祖父李子建過世后被其弟子李碧蘭领走，1949年随国军来臺灣，先后住基隆、左营。10岁时，大中華特技團在台灣南部巡演时，被卖给团主張起超，改姓张，自此学习杂技并且到各地演出。1967年成为木蘭花技術團团长。1983年起，在國立復興劇藝實驗學校任教，历经该校改制为国立臺灣戏曲学院。

## 早年生平

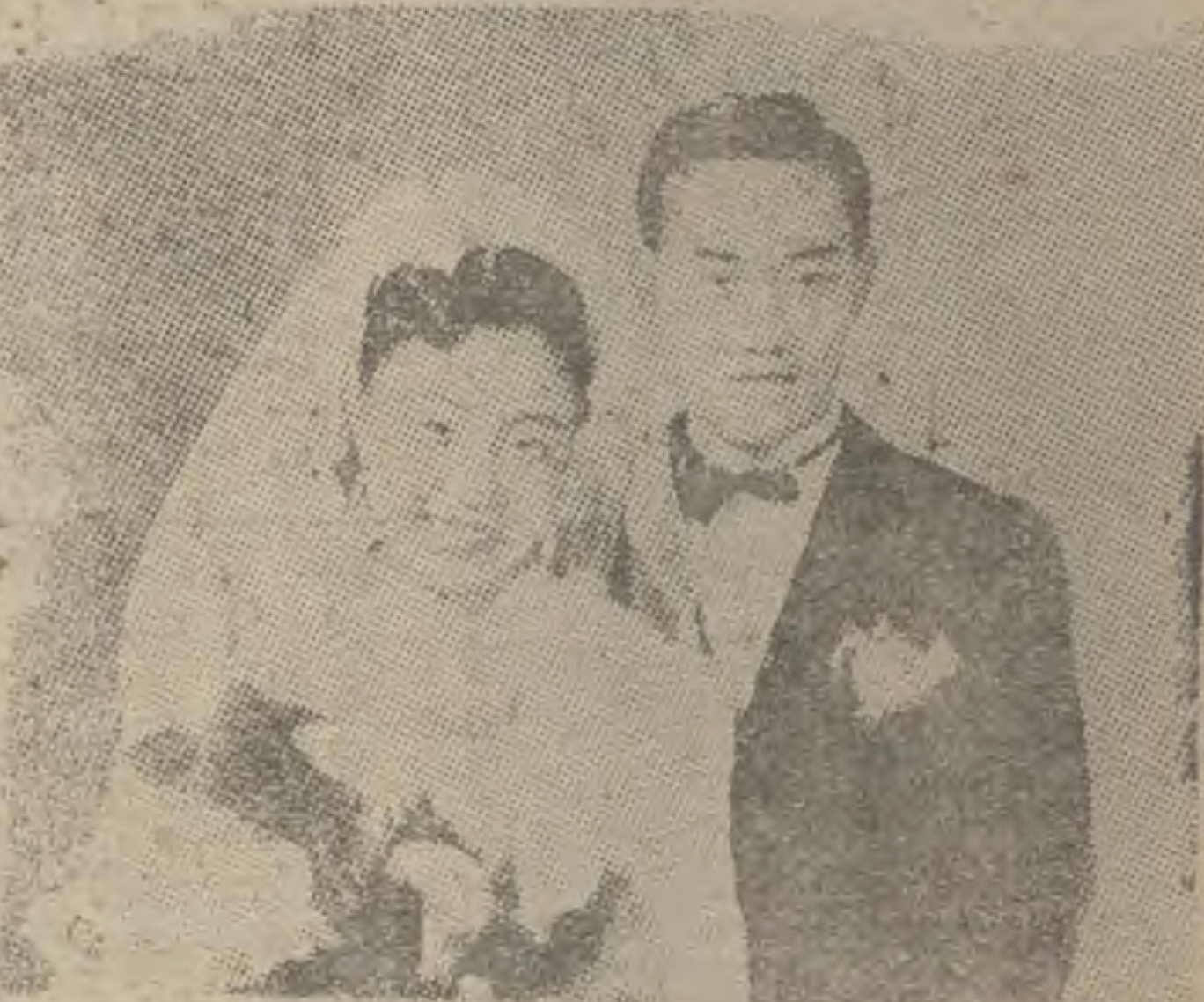
张元贞亲生父母李世芳（右）、姚宝琏（左）之新婚照

张元贞1946年出生于北平，本名李祖培，乳名三春，是家中第三个女儿。父亲李世芳，是京剧名旦、梅兰芳弟子，四小名旦之一。母亲姚宝琏，京剧名家姚玉芙的二女儿。祖父母李子健、李翠芬夫妇都是晋剧名家。
1947年1月，父亲李世芳因空难逝世于青岛，三春当时尚在襁褓中，未尝与父亲见过面。李世芳死后，母亲改嫁分家，带走孩子大春，二春、三春由祖父母李子健、李翠芬夫妇抚养。1948年，祖父李子建因脑溢血逝世，三春被托付于其弟子李碧蘭，即李元贞口中的“姑姑”。
1949年，因“姑姑”李碧蘭的丈夫是国军军官，三春随战败的国民党一同到了臺灣。改名李元贞，先后随李碧蘭一家居住在基隆、左营，自此与中国大陆的亲人相隔绝。在“姑姑”李碧蘭家，李元贞遭遇李碧蘭长期虐待，仅有“姑爹”对她态度较好。后来李碧蘭离婚改嫁，新的「姑爹」也會虐待她。

## 演艺生涯
1956年，大中華特技團在南臺灣巡演。10岁的李元贞被“姑姑”李碧蘭卖给團主張起超，自此改姓张，張起超夫妇便成为了元贞口中的“爸爸”、“妈妈”。張起超是河北吳橋人，而吳橋以杂技闻名。他与張晏明、張連起、張起發一同经营大中華特技團，也被称为「張家班」。張家班1948年从中国大陆来臺灣，是最早一批从中国大陆来臺灣进行杂技表演的团队之一。
为吃口饭、求生存，张家班的小孩都要刻苦学习杂技，除了吃飯睡覺與識字外，都在练习杂技。因为入团时年龄偏大，張起超便让张元贞学习走鋼絲、單車等個人项目，而让她作为底座配合弟弟妹妹表演晃板、過梯等节目。据张元贞的说法，她为了学习杂技表演，当时一天練習十幾個小時以上，走钢丝一上去就是要走一百趟，約三個月至半年就能上台表演。
1959年，張家班成为海光康樂隊第五隊之一部分，在各地军营劳军。在康樂隊的三年间，张元贞学会了扛竿、足技、雙車、跳板等技艺，成为了张家班的台柱。1962年，張起超带着元貞离开海光康樂隊，为维持生计继续到戲院演出。張連起、張起發两家人则继续留在军中。当时，電視开播冲击了剧院市场。为丰富演出形式，张元贞学习了新劇、唱歌、跳舞等。
1965年，張家班加入日资東方大馬戲團，赴東南亞、日本、琉球等地巡迴演出。两年后，張起超退出東方大馬戲團。除了張克仁外，張起超领养的孩子都是女孩，故而为女孩们成立了“木蘭花技術團”，团长便是张元贞，负责與酒店接洽檔期及演出節目的安排。他们以張氏高空特技團、木蘭花技術團名义，在臺北、臺中等地表演，其中有第一大飯店、中央酒店、豪華酒店、中泰賓館、金龍酒店等各大酒店夜總會。当时饭店夜总会的一场演出大多三到四小时左右，歌舞团或者杂技团一般难以单独完成，期间会有穿插其它项目，而张元贞除了杂技之外，还能歌善舞，并且担当台语剧的女主角。
到了1970年代，因经济不景气等诸多原因，夜总会生意渐渐萧条下去，杂技演员也逐步凋零。时年25岁的张元贞，与一位在臺北豪華酒店當總務的臺灣宜兰人李俊明结婚。尽管已经被“姑姑”李碧蘭卖断，李碧蘭还是屡屡向张元贞讨钱，后来便被张元贞拒绝了。李碧蘭听闻婚礼消息，为此大闹婚礼现场，并在报刊上指责张元贞“不孝”。

## 教师生涯
1981年，國立復興劇藝實驗學校增設綜藝科。1982年，張家班三師叔張連起开始任教綜藝科。1983年，张元贞與妹妹张燕燕、弟弟张克仁來校擔任專任技藝教師。自此便在学校任教，教授杂技。1999年7月，国光剧艺实验学校、复兴剧艺实验学校合并升格为国立臺灣戏曲专科学校。2006年8月，国立臺灣戏曲专科学校改制為國立臺灣戲曲學院。

## 晚年团聚
1980年代，张元贞的丈夫在香港登报寻找生母姚宝琏后，多次前往天津看望岳母，但张元贞本人因为对家人怀有怨恨而不愿相认。
2014年，北京外国语大学艺术研究院院长、中国人民大学国剧研究中心执行主任孙萍教授与丈夫叶金森先生到访国立臺灣戏曲学院；叶金森是京剧科班富连成社创办人叶春善先生之孙，而李世芳是富连成社的学生。当他们了解到在该校任教的张元贞的身世，因为与李世芳妻子、张元贞亲生母亲姚宝琏熟识，故劝说张元贞返回中国大陆看望亲生母亲。
2015年12月，经孙萍与叶金森的促成，张元贞受邀到北京全国政协礼堂金厅参加纪念京剧科班富连成社创办110周年座谈会，与二姐李祖英相认，并借机到天津看望了已经91岁高龄的生母姚宝琏。

## 相关专著
- 程育君; 田國華; 彭書相. . 臺北: 國立臺灣戲曲學院. 2022. ISBN 9789869860833.